# Sinteressante dingen
Sinteressante dingen is een Vlaams kinderprogramma uitgezonden op Ketnet. In het programma vertelt Herman Van Den Uytleg, professor in de Sinteressante en Speculatieve Wetenschappen, over de avonturen van Sinterklaas.
De afleveringen van de eerste reeks bundelen filmpjes die uitgezonden zijn tijdens de intredes van Sinterklaas op de Vlaamse televisie sinds 2003.
In november 2010 startte een tweede reeks, waarin professor Herman Van den Uytleg samen met juf Cool antwoorden geeft over vragen rond Sinterklaas.

## Hoofdrollen
- Herman Van den Uytleg - Lucas Van den Eynde
- Conchita Garcia - Els Dottermans

### Reeks 1
- Sinterklaas - Jan Decleir
- Zwarte Piet - Frans Van der Aa
- Kapitein Paelinckx - Adriaan Van den Hoof
- Kapitein Verschepen - Tom Van Dyck

### Reeks 2
- Juf Cool - Jits Van Belle

## Afleveringen

### Reeks 1
| Aflevering | Filmpjes | Gastrollen                                                     |
| ---------- | --- | -------------------------------------------------------------- |
| 1          | Sint en Piet op de stoomboot                                                                                         |                                                                |
| 2          | Sint en Piet zoeken oplossing voor hun zieke kapitein                                                                |                                                                |
| 3          | Sint en Piet bezoeken baby Robbe Sint en Piet ontmoeten een slaapwandelaar Professor Van Den Uytleg ontmoet Conchita | Mama van Robbe - Ianka Fleerackers Slaapwandelaar - Stijn Cole |
| 4          | Sint en Piet sturen een cadeau de ruimte in Sint en Piet geven een operette met de kapiteins                         | Mama van Robbe - Ianka Fleerackers                             |
| 5          | Sint en Piet helpen een verliefde student met een serenade voor z'n vriendin                                         | Verliefde student - Matteo Simoni Vriendin - ?                 |
| 6          | Sint en Piet helpen bij de geboorte van een kind.                                                                    |                                                                |

### Reeks 2
Vragen in het tweede seizoen
- Heeft de Sint een auto?
- Waarom draagt Sinterklaas een kleed?
- Kan de Sint zwemmen?
- Kan Sinterklaas schilderen?
- Hoe oud is de Sint?
- Hoeveel boten heeft de Sint?
- Hoe geraakt de Sint op het dak?